# Abaangui
Abaangui ou Avá Anguy est un dieu de la mythologie guarani. 
Il est décrit comme étant un héros culturel (en) du peuple guarani, avec son frère Zaguaguayu,.

## Mythologie
Selon la légende, Abaangui possédait un énorme nez, qu'il s'est lui-même coupé. Quand il l'a lancé dans le ciel, son nez serait devenu la lune.
Dans une autre version de la légende, Abaangui était le grand-père des Guarayús et avait deux fils. Chacun d'eux lança une flèche vers le ciel, où elle resta fixe, puis chacun lança une autre flèche qui entra dans la première. Ils continuèrent ainsi jusqu'à former deux chaînes qui allaient du ciel à la terre. Les deux fils d'Abaangui escaladèrent alors cette chaîne jusqu'à atteindre le ciel et y restèrent, se transformant en soleil et en lune.